# Avricus arborescens
Avricus arborescens är en insektsart som först beskrevs av Robert Malcolm Laing 1929.  Avricus arborescens ingår i släktet Avricus och familjen skålsköldlöss. Inga underarter finns listade i Catalogue of Life.